# Jolene (chanson)
Pour les articles homonymes, voir Jolene.
Pour le film, voir Jolene (film, 2008).
Jolene est une chanson écrite et interprétée par la chanteuse country Dolly Parton dans l'album du même nom en 1973. Jolene a été classé 219e dans la liste des « 500 plus grandes chansons de tous les temps » du magazine Rolling Stone. Elle a reçu le Grammy Hall of Fame Award en 2014.

## Histoire
Jolene raconte l'histoire d'une femme qui tente de dissuader une jeune beauté aux cheveux auburn (Jolene) de séduire son mari (« Jolene, please don’t take my man »).
La chanteuse a affirmé lors d'un live en 1988 que l'idée de Jolene aurait été inspirée à Dolly Parton alors qu'elle soupçonnait son mari de fantasmer sur une employée de banque rousse, le voyant se rendre de plus en plus souvent à la banque. Mais celle-ci ne s'appelait pas Jolene. La chanteuse a en effet affirmé plusieurs fois que l'inspiration pour le nom et la description physique était venue d'une jeune fille rousse, les yeux verts et le teint clair qui, lui demandant un autographe à la fin d'un concert, lui avait indiqué son nom : Jolene. Une femme nommée Juline Whelan affirme être l'inspiration pour le nom Jolene, ayant rencontré Dolly Parton un an avant la sortie du single quand elle avait 10 ans, et mentionnant que son nom a toujours été très souvent confondu avec le prénom Jolene, avant même la sortie de la chanson.
Parallèlement, lorsque Dolly Parton interprète cette chanson sur scène, elle a coutume de raconter avoir combattu cette femme bec et ongles afin de garder son mari.
Au cours d´une interview au Bobby Bones Show en 2018, Dolly Parton annonça avoir écrit Jolene le même jour que l'autre succès de l´album, I Will Always Love You,.

## Liste des pistes
- États-Unis 45 tours (1974)
- Nouvelle-Zélande 45 tours (1974)
- Pays-Bas 45 tours (1974)

| No | Titre                             | Auteur         | Durée |
| -- | --------------------------------- | -------------- | ----- |
| 1. | Jolene                            | Dolly Parton   | 2:38  |
| 2. | Love, You're So Beautiful Tonight | Porter Wagoner | 3:08  |

- Royaume-Uni 45 tours (1974)

Toutes les chansons sont écrites et composées par Dolly Parton.
| No | Titre                    | Durée |
| -- | ------------------------ | ----- |
| 1. | Jolene                   | 2:38  |
| 2. | Coat Of Many Colours     | 3:02  |
| 3. | Love Is Like A Butterfly | 2:19  |

- États-Unis 45 tours (1976)

Toutes les chansons sont écrites et composées par Dolly Parton.
| No | Titre                      | Durée |
| -- | -------------------------- | ----- |
| 1. | Jolene                     | 2:38  |
| 2. | My Tennessee Mountain Home | 3:03  |

## Certifications
| Pays              | Certification | Date       | Unités certifiées      |
| ----------------- | ------------- | ---------- | ---------------------- |
| Australie (ARIA)  | 3 × Platine   | 19/08/2021 | 210 000                |
| Danemark (IFPI)   | Platine       | 03/2021    | 90 000                 |
| États-Unis (RIAA) | 3 × Platine   | 24/05/2023 | 3 000 000              |
| Norvège (IFPI)    | Platine       | 04/11/2021 | 60 000                 |
| Royaume-Uni (BPI) | 2 × Platine   | 19/08/2022 | 1 200 000              |
| Suède (GLF)       | 3 × Platine   | -          | 24 000 000 (streaming) |

## Reprises
Jolene a fait l'objet de nombreuses reprises, notamment par les White Stripes, Anneke van Giersbergen, Olivia Newton-John, Sophie Ellis Bextor, Queen Adreena, le groupe punk Me First and the Gimme Gimmes, le groupe de rock gothique The Sisters of Mercy, le groupe danois Miss B. Haven, la chanteuse June Carter Cash, le chanteur country punk Darcy Clay, le duo d'électro expérimentale norvégien Susanna and the Magical Orchestra, Reba McEntire, Mindy Smith, la chanteuse islandaise Lay Low, le groupe de punk Disorder, la chanteuse anglaise électro-pop Ellie Goulding, la chanteuse américaine Candi Staton et de nombreux autres (Rhonda Vincent sur "Back home again" en 2000, The White Stripes la même année et "Ragin' live" en 2005).
En mars 2020 The Petersens font une reprise remarquable sur Youtube qui comptabilise presque 20M de vues.
Elle a aussi été reprise par Jessica Lowndes dans la saison 2 de 90210, par Samuel Larsen dans l'épisode 10 Glee-ality de l'émission de télé réalité The Glee Project, et dans l'épisode 7 de la saison 3 de Glee par l'actrice Dot Jones. En 2012, Miley Cyrus la reprend dans sa production acoustique The Backyard Sessions. En 2014, Pierre Dushime l'interprète à The Voice Belgique. Enfin, elle apparaît dans la compilation Back to Mine de Liam Howlett. Leo Moracchioli a également réinterprété cette chanson dans ses séries. Elle fut également reprise dans la saison 6 de la série Community, sous le nom de Gay DeanMetal Cover, le 31 mai 2019. On peut entendre une reprise, au rythme plus lent, de cette chanson, renommée pour l'occasion "Slow Ass Jolene", par l'artiste DJ Good Little Buddy, dans l'épisode 15 de la saison 1 de la série The Blacklist, intitulé The Judge.

## Adaptation
En 1973, Jolene a été adaptée en français sous le titre Avec l'amour par la Québécoise Sylvie Bassaraba.
En 1979, Guy Bontempelli l'a adaptée en français et faite chanter par Violette Vial.
En 2023, le trio O C’EST NOUS l'a adaptée et chanté en français.
Le 30 mars 2024, la chanteuse Beyonce propose une nouvelle adaptation dans son album Cowboy Carter ..